# MS Szczawnica
MS Szczawnica – polski drobnicowiec zbudowany w Stoczni im. Adolfa Warskiego w Szczecinie. Nadanie imienia i wodowanie odbyło się 7 lipca 1962 roku w Szczecinie. Matką chrzestną statku została Janina Kuklińska.
„MS Szczawnica” wyposażony został w silnik spalinowy wysokoprężny, model D55, wyprodukowany został przez fabrykę im. H. Cegielskiego w Poznaniu.
Statek został uszkodzony w Cieśninie Fehmarn Belt przez brytyjski zbiornikowiec Border Falcon w 1963 roku i przetransportowany do portu w Kilonii.
Statek należał do Polskiej Żeglugi Morskiej z siedzibą w Szczecinie, a w 1967 roku został przekazany do Polskich Linii Oceanicznych w Gdyni. Obsługiwał linię handlową zachodnią i północną afrykańską. Odbył 49 rejsów zanim został wycofany ze służby 16 października 1983 roku i złomowany przez Edelweiss Maritime Co. Ltd., Colombo, Sri Lanka.

Załoga statku przejęła patronat nad Szkołą Podstawową nr 1 imienia Henryka Sienkiewicza w Szczawnicy. Współpraca rozpoczęła się 5 maja 1965 roku. Załoga wielokrotnie gościła w Uzdrowisku Szczawnica, z kolei uczniowie szkoły i przedstawiciele miasta odwiedzili statek w maju 1978 roku.

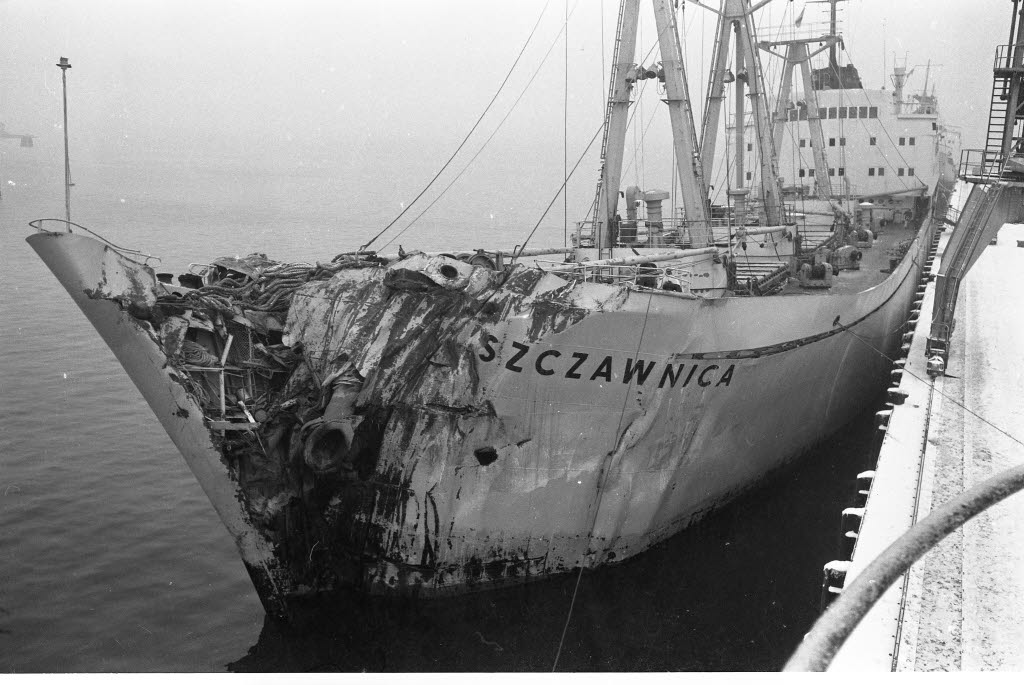
Port Kilonia (1963)